# Takri Nyenzig
Takri Nyenzig (Wylie: Stag-bu Snya-gzigs; Tibetaans: སྟག་རི་གཉན་གཟིགས་།་དམུས་ལོང་དཀོན་པ་བཀྲ་གཤིས) was, volgens de traditionele lijst van koningen, de eenendertigste koning van Tibet.
In een legende in de Oude Tibetaanse kroniek wordt zijn naam verklaard. Takri Nyenzig zou blind geboren zijn. Artsen slaagden er echter in om hem na een operatie weer ziend te maken. Zijn vader Drongnyen Deru kreeg daarna een visioen (zi) van een antiloop (nya) op de berg Taktshang (Takri). De zoon werd dan ook Takri Nyenzig genoemd. Het is waarschijnlijk, dat dit deel van het verhaal - achteraf - verzonnen is om een verklaring te geven voor de nogal merkwaardige naam van deze koning.
De periode van Takri Nyenzig is de eerste periode in de Tibetaanse geschiedenis waarover enige historisch betrouwbare informatie aanwezig is. Er zijn echter geen historisch betrouwbare exacte gegevens over zaken als duur van zijn regering of zijn geboortejaar en jaar van overlijden. Zijn koningschap moet in de periode van het midden tot het eind van de zesde eeuw gesitueerd worden. Tijdens zijn regeerperiode vangt de ontwikkeling aan van het proces dat in de periode van zijn kleinzoon Songtsen Gampo (605–650) zou leiden tot de totstandkoming van het Tibetaanse rijk.
Historisch is altijd het zuiden en oosten van Tibet het meest bevolkte deel van het land geweest. In dat gebied waren in het midden van de zesde eeuw veel onderling rivaliserende koninkrijkjes aanwezig, die feitelijk onder gezag stonden van een aantal clanleiders. Ook de clans binnen een dergelijk gebied waren voortdurend in een vorm van onderlinge concurrentiestrijd gewikkeld.
Het gebied waarover Takri Nyenzig heerste lag in Yarlung-vallei. In het derde hoofdstuk van de Oude Tibetaanse kroniek wordt vermeld, dat de belangrijkste rivaal van Takri Nyenzig het koninkrijk Ngas-po was, dat ten noorden van de Yarlung-vallei moet hebben gelegen. 
Dat laatste koninkrijk had een zekere suprematie boven de andere verkregen door onder meer veroveringen en annexaties van naburige clangebieden. Een daarvan was Klum, het gebied dat daarvoor beheerst werd door de koning Zingpoje. De heerser van Ngas-po had daarna zichzelf de naam van het veroverde gebied, Zingpoje, gegeven.
In de Oude Tibetaanse kroniek wordt Zingpoje als een wreed en onrechtvaardig heerser beschreven:
Op alle manieren pervers, was alleen de dood zijn bondgenoot. Het kwade behandelde hij als goed en het goede als kwaad. Hij weigerde te luisteren naar personen die wijs waren en hem goede raad wensten te geven. Maar hij volgde altijd de adviezen op van leugenaars en opruiers.
Een aantal clanleiders uit zijn gebied overlegden daarom in het geheim met Takri Nyenzig over methoden om Zingpoje ten val te brengen. Net zoals met veel meer politieke intriges in de geschiedenis van Tibet omvatte het ook een aantal huwelijksplannen aangezien de zuster van Takri Nyenzig ook een van de vrouwen van Zingpoje was. In de kroniek wordt vermeld, dat een van die clans, die van de Ba was, een clan die later in de achtste en negende eeuw gedurende het Tibetaanse rijk nog een belangrijke rol zal spelen.
Dit plan kon echter niet uitgevoerd worden, doordat Takri Nyenzig werd ontvoerd door leden van een andere clan, die het gebied beheersten rondom het meer van Yamdrok. Uiteindelijk werd Takri Nyenzig gevangengezet en werd een groot losgeld voor hem gevraagd.
Vermoedelijk is Takri Nyenzig in die gevangenschap overleden. Het oorspronkelijke plan om Zingpoje ten val te brengen werd daarna succesvol uitgevoerd door zijn zoon Namri Songtsen, die het hele koninkrijk van Ngas-po veroverde en daarmee de basis voor het Tibetaanse rijk creëerde.  